# جرج گرین (بازیکن فوتبال، زاده ۱۹۱۴)
جرج گرین (انگلیسی: George Green; ۲۲ دسامبر ۱۹۱۴ – ژوئن ۱۹۹۵ (۸۰−۸۱ سال)) بازیکن فوتبال اهل بریتانیا بود.
از باشگاه‌هایی که در آن بازی کرده‌است می‌توان به باشگاه فوتبال هادرزفیلد تاون، باشگاه فوتبال برافورد پارک آونیو، و باشگاه فوتبال ردینگ اشاره کرد.